# Parafia św. Jana Chrzciciela w Mścibowie
Parafia św. Jana Chrzciciela w Mścibowie – rzymskokatolicka parafia znajdująca się w Mścibowie, w diecezji grodzieńskiej, w dekanacie Wołkowysk, na Białorusi.
Parafia posiada dwie kaplice filialne:
- w Werdomiczach, zbudowaną w 1906, zburzoną w latach 50. i odbudowaną w 1990
- w Bortnikach, zbudowaną w 2003

## Historia
Pierwszy, drewniany kościół w Mścibowie zbudowano w 1485 i w 1512 erygowano przy nim parafię lub według innego źródła jego fundatorką była królowa Polski Bona Sforza. Kościół ten spalili w 1700, podczas III wojny północnej, Szwedzi. W 1715 został on odbudowany. Współczesną, murowaną świątynię wzniesiono w latach 1910 - 1922. 22 maja 1932 konsekrował go arcybiskup wileński Romuald Jałbrzykowski.
W latach międzywojennych parafia leżała w archidiecezji wileńskiej, w dekanacie Wołkowysk. Przed II wojną światową liczyła ponad ok. 3700 wiernych.
15 lipca 1943 w lesie Wiszownik Niemcy rozstrzelali proboszcza mścibowskiego ks. Marka Buraka. W 1945 jego szczątki ekshumowano i pochowano w kościele w Mścibowie.
W czasach sowieckich kościół był czynny. Brak informacji czy przy parafii rezydował wówczas kapłan.